# Patricia Soriano
Patricia Soriano Troncoso  (Ciudad de México, 19 de abril de 1964) es una artista visual y pintora mexicana.

## Biografía
Estudió la licenciatura de Artes Visuales de la Escuela Nacional de Artes Plásticas de la Universidad Nacional Autónoma de México de 1983 a 1987, ahora Facultad de Artes y Diseño, de la que fue docente por más de 20 años a la par de la Escuela Nacional de Pintura, Escultura y Grabado "La Esmeralda" (ENPEG) del INBA, por más de una década. Es alumna de pintores como Luis Nishizawa, Gilberto Aceves Navarro, Jesús Martínez, Pedro Ascencio e Ignacio Salazar.
Cuenta con exposiciones colectivas y 16 individuales entre las que destaca Diferencias reunidas montada en el Museo del Palacio de Bellas Artes de la Ciudad de México. Algunos de sus premios y reconocimientos son el Primer Lugar en la X Bienal Nacional Diego Rivera en la disciplina de dibujo, la Medalla Goya en la X Bienal Iberoamericana de Arte en el Palacio de Bellas Artes (1996) y la inclusión como miembro del Sistema Nacional de Creadores, convirtiéndose en una figura representativas del mundo artístico de los años 80.
En relación con el desarrollo de su propuesta artística, la maestra Patricia Soriano reflexiona en torno a la influencia de Gilberto Aceves Navarro y José Luis Cuevas en su propia obra  "me permitió entender que un mal dibujo tiene sentido..." . 
Sobre su trabajo pictórico la artista comentó al diario La Jornada, "es una visión apocalíptica que habla de la destrucción global, del narcotráfico, de la mutilación, de las clasificaciones humanas en la sociedad; es un recorrido narrativo donde están presentes mis inquietudes y preocupaciones, que en palabras de especialistas es expresionista, y así me asumo. Me interesa mucho una pintura que muestre de manera evidente contrastes de color y tratamientos.
En 2018 la ENPEG le realizó un homenaje por sus dos décadas de trayectoria docente

## Reconocimientos
- 1994. Beca de Apoyo a Proyectos y Coinversiones Culturales

- 1995. Beca Jóvenes Creadores del FONCA
- 1996. Beca Jóvenes Creadores del FONCA
- 1997. Beca de Apoyo a Proyectos y Coinversiones Culturales
- 1998. Medalla Goya en la X Bienal Iberoamericana de Arte y Beca de Producción en el II Salón Nacional de Artes Visuales CNCA
- 2000. Beca de Apoyo a Proyectos y Coinversiones Culturales
- 2003-2005. Miembro del Sistema Nacional de Creadores
- 2004. Mención Honorífica en gráfica en la Bienal de Mérida, Yucatán.
- 2007. Becaria para Residencias Artísticas para Colombia.
- 2008-2011. Miembro del Sistema Nacional de Creadores[5]

## Exposiciones

### Individuales (selección)
- 1991. Negras escamas del sueño. Galería ENAP/UNAM. México, D.F. y Galería Carlos Olachea. Baja California Sur.
- 1992. Por crecer en el tiempo. Casa de la Cultura Jesús Reyes Heroles. México, D.F.
- 1993. Las cosas que inventa el sol. INBA/CNCA. México, D.F.
- 1995. Animales de luz, parajes de escarnio. Galería del sur. UAM, Unidad Xochimilco. México, D.F.
- 1996. Una semblanza del sueño y el recuerdo. Museo Fernando García Ponce. Mérida, Yucatán, México.
- 1997. Entre el silencio y el acaso. Instituto Mexicano de Cultura. Madrid, Espanã.
- 1998. Diferencias reunidas. Museo del Palacio de Bellas Artes. CNCA. México, D.F.
- 2000. Vida de perro. Museo Francisco Goitia. Zacatecas, Zac.
- 2002. Canofilias. Casa Principal IVEC. Veracruz, Ver.
- 2006. Ni-hiki. Shomeido Gallery. Tokio, Japón.

### Colectivas (selección)
- 1988. VI Bienal Iberoamericana de Arte, Pintura, Palacio de Bellas Artes, México, DF
- 1990. X Encuentro Nacional de Arte Joven, Museo de Arte Carrillo Gil, México, DF
- 1991. XI Encuentro Nacional de Arte Joven, Museo de Arte Carrillo Gil, México, DF
- 1992. Encuentro de dos mundos, Gráfica, Universidad Politécnica de Valencia, España
- 1993. The tree of images, Contemporary Mexican Woodcuts, Paa Yaa Paa Arts Center, Nairobi, Kenia
- 1994. XXVI Festival Internacional de la Pintura, Castillo Museo Grimaldi, Francia
- 1995. Un puente entre el silencio y el acaso, Casa Museo Benlliure, Valencia, España
- 1996. Salón de Triunfadores, 30 años de Arte Joven, Antiguo Palacio del Arzobispado y Palacio de Bellas Artes, México, D.F
- 1997. Chicome Cihuatl, Colectiva de Gráfica, Universidad de San Diego, California, Estados Unidos
- 1998. Segundo Salón Nacional de Artes Visuales, Sección Bidimensional, CNCA, México, DF
- 1999. El cuerpo aludido, Museo Nacional de Arte, México, DF
- 2000. Neofiguraciones y el cuerpo, Arte 3, Galería de Arte Contemporáneo, León, Guanajuato